# Trigonoptera olivacea
Trigonoptera olivacea är en skalbaggsart som beskrevs av Aurivillius 1908. Trigonoptera olivacea ingår i släktet Trigonoptera och familjen långhorningar. Inga underarter finns listade i Catalogue of Life.